# Fessia
Fessia är ett släkte av i familjen sparrisväxter (Asparagaceae).

## Arter
Följande arter ingår enligt Catalogue of Life i släktet:
- Fessia bisotunensis
- Fessia furseorum
- Fessia gorganica
- Fessia greilhuberi
- Fessia hohenackeri
- Fessia khorassanica
- Fessia parwanica
- Fessia purpurea
- Fessia puschkinioides
- Fessia raewskiana
- Fessia vvedenskyi

## Bildgalleri

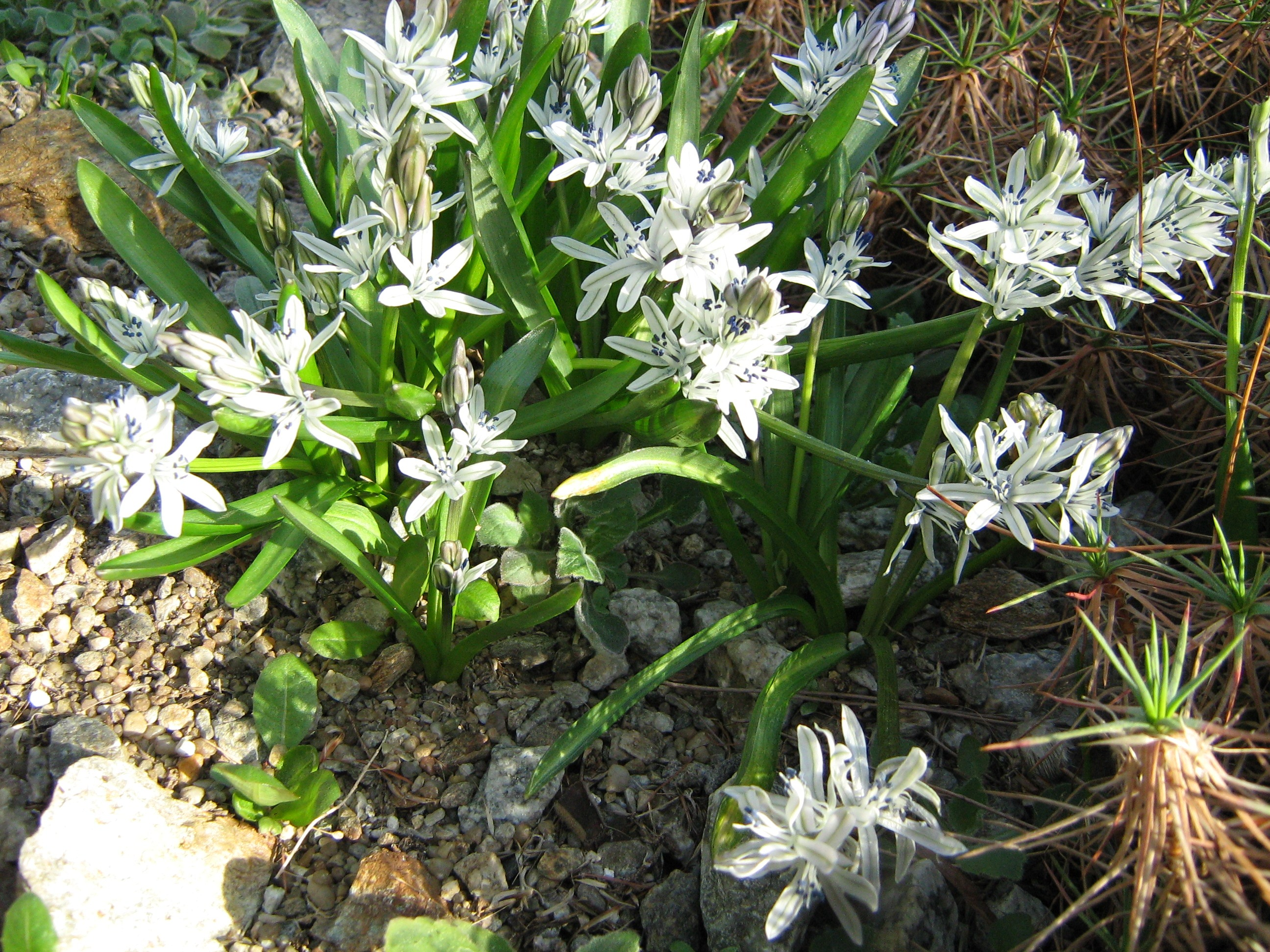
Fessia puschkinioides